# RSC Winterthur
Der RSC Winterthur (Rollsportclub Winterthur oder Roll- und Eissport Club Winterthur) war ein Roll-, Inline- und Unihockeyverein aus Winterthur, der von 1981 bis 1983 in der Rollhockey-Nationalliga A spielte sowie in den 1990er-Jahren in der Inlinehockey-NLA.

## Geschichte
Das Gründungsdatum des Vereins ist nicht bekannt, jedoch taucht der Name bereits 1960 in Sporttelegrammen von Schweizer Zeitungen zur zweithöchsten Schweizer Rollhockeyliga auf. In den 1970er- und 1980er-Jahren betrieb der Verein auch Rollkunstlauf, in dem er 1978 auch zwei Schweizer Meister stellte. 1986 gab es eine Aufsplittung Rollkunstlaufabteilung, woraus der Winterthurer Rollsport Club (WRSC) entstand.
Die Rollhockeymannschaft stieg Anfang Oktober 1981 in die Rollhockey-Nationalliga A auf, nachdem sich der Verein in den Aufstiegsspielen gegen den HC Étoile Montreux hatte durchsetzen können. Während sich der Verein, der seine Heimspiele auf dem Zelgli austrug, in seiner ersten Saison als Sechstplatzierter in der Liga halten konnte, lief es 1983 weniger gut, und der Verein stieg mit nur einem Punkt zum Ende der Abstiegsrunde wieder aus der höchsten Liga ab. Spätestens drei Saisons später war der Verein auch nicht mehr in der Nationalliga B vertreten.
Später wandte sich der Verein dem Unihockey zu und besass auch eigene Juniorenmannschaften. Die Mannschaft spielte jeweils in den unteren Ligen. In den 1990er-Jahren spielte der Verein auch im Inlinehockey in der Nationalliga A (FIRS).
An der Jahresversammlung des Dachverbandes Winterthur Sport im März 2007 wurde der Austritt des Vereins aus dem Verband gemeldet. Ein indirekter Nachfolger des Vereins ist der ebenfalls in den unteren Ligen spielende Unihockeyverein UHC Wild Pigs Wyland, der im August 2005 gegründet wurde, als der RSCW nur noch ein aktives Mitglied im Vorstand hatte. Mit ihrem Namen nehmen die Wild Pigs Bezug auf das Wildschwein, das der RSC Winterthur in seinem Wappen geführt hatte.